# Семиостровский Рейд
Семиостровский Рейд — пролив в Баренцевом море, отделяет северную часть архипелага Семь островов от Мурманского берега Кольского полуострова.
Длина 13 км. Ширина от 1,5 до 3,8 км. Глубина до 68 м. На фарватере наименьшая глубина 15 м. Берег обрывистый, скалистый. Семиостровский рейд ограничен островом Кувшин на юго-востоке и губой Широкой на северо-западе.

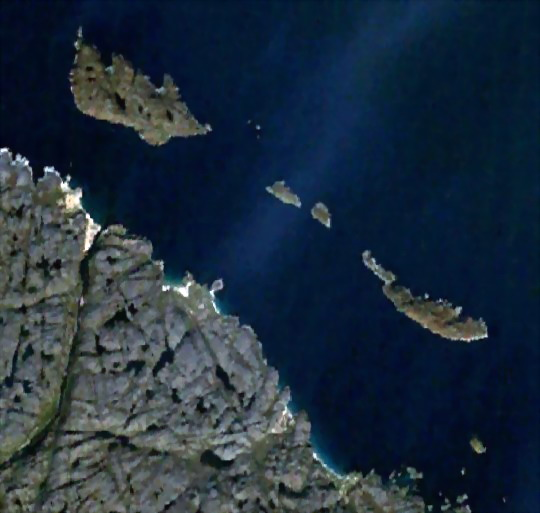
Вид на Семиостровский Рейд из космоса

В проливе располагаются острова Могильный, Луда, Сиков и другие более мелкие. В восточной части пролива в центральной части находится банка глубиной 2 м. На побережье выделяются мысы Глядень, Песканец, Красный (Мурманский берег). В северо-западной части пролива находится губа Мелкая, в центральной части губа Песканец, в южной части губа Красная. В пролив впадает река Харловка и множество мелких ручьев и рек.
Средняя величина прилива 3 м. На побережье много подводных и надводных камней.
На берегу пролива располагался населённый пункт Харловка. В начале XX века на берегах пролива располагалось два рыболовных становища, Плеханово и Семиостровское, в которых велась ловля трески.
Используется как якорная стоянка для судов.
Пролив находится в акватории Ловозерского района Мурманской области. Весь пролив входит в Кандалакшский заповедник.